# 北九州女子短期大学
北九州女子短期大学（日语：／ Kitakyūshū Joshi Tankidaigaku *）是過去一所位于日本福冈县北九州市小仓南区的私立短期大学。

## 概要

### 简介
- 源流成立于1948年。短期大学为于1968年开办、由学校法人经营。停办于1974年[1]。

### 历史
- 1968年 北九州女子短期大学成立并同时设置服装科[注 1]。
- 1974年 停办。

## 学校环境
- 校区：在福冈县北九州市小仓南区

## 历任校长
- 小田郁男：第一代短期大学校长
- 石桥茂：最后短期大学校长

## 组织

### 学科
- 服装科[注 1]

### 专科
- 没有

### 业余课程
- 没有

## 相关链接
- 日本短期大学列表